# Movilița (gmina w okręgu Jałomica)
Movilița – gmina w Rumunii, w okręgu Jałomica. Obejmuje miejscowości Bițina-Pământeni, Bițina-Ungureni i Movilița. W 2011 roku liczyła 2759 mieszkańców. 